# Ernest Zongo
Ernest Zongo (* 1. Januar 1964 in Ouahigouya; † 9. Juli 2024 ebenda) war ein burkinischer Radrennfahrer.

## Sportlicher Werdegang
Zongo war im Straßenradsport aktiv. 1995 und 1997 wurde er Gesamtsieger der Tour du Faso. 1994 wurde er in diesem Etappenrennen Zweiter hinter Maurice Sawadogo. Etappensiege in dieser Rundfahrt holte er 1988, 1990 (zweifach), 1991 (zweifach), 1993, 1995 (zweifach) und 1997.